# Eparchia gorodiecka
Eparchia gorodiecka – jedna z eparchii Rosyjskiego Kościoła Prawosławnego, z siedzibą w Gorodcu.
Eparchia została erygowana decyzją Świętego Synodu Rosyjskiego Kościoła Prawosławnego z 15 marca 2012 poprzez wydzielenie z eparchii niżnonowogrodzkiej i arzamaskiej. Od momentu powstania jest częścią składową metropolii niżnonowogrodzkiej. 
Eparchia obejmuje teren rejonów warnawińskiego, wietłuskiego, woskriesienskiego, gorodieckiego, krasnobakowskiego, kowiernieńskiego, sokolskiego, siemienowskiego, tonkińskiego, tonszajewskiego, urieńskiego, szarańskiego i szachuńskiego obwodu niżnonowogrodzkiego.

## Biskupi gorodieccy
- Augustyn (Anisimow), 2012-2023[3]
- Paramon (Gołubka), od 2023[4]